# 10039 Кіт Сіл
10039 Кіт Сіл (10039 Keet Seel) — астероїд головного поясу, відкритий 2 червня 1984 року.
Тіссеранів параметр щодо Юпітера — 3,090.